# 瀬山武司
瀬山 武司（せやま たけし、1944年 - ）は、日本のアニメーション編集技師。瀬山編集室代表。

## 来歴
東京都出身。建築関係の仕事からテレビドラマ、映画の編集へ転職。その後『山ねずみロッキーチャック』よりアニメの編集に多岐にわたり携わっている。フィルムマジックを経て、1992年に瀬山編集室として設立し、独立した。スタジオジブリ作品には欠かせないスタッフの一人。

## 参加作品

### テレビアニメ
- 山ねずみロッキーチャック（1973年）
- アルプスの少女ハイジ（1974年）
- フランダースの犬（1975年）
- 母をたずねて三千里（1976年）
- あらいぐまラスカル（1977年）
- 未来少年コナン（1978年）
- ペリーヌ物語（1978年）
- 赤毛のアン（1979年）
- トム・ソーヤの冒険（1980年）
- 小公女セーラ（1985年）
- へーい!ブンブー（1985年）
- 青春アニメ全集（1986年）
- 青いブリンク（1989年）
- 海がきこえる（1993年）
- はりもぐハーリー（1996年）
- こちら葛飾区亀有公園前派出所（1996年 - 2004年）※途中降板
- HARELUYA II BØY（1997年）
- 深海伝説MEREMANOID（1997年）
- serial experiments lain（1998年）
- 宇宙海賊ミトの大冒険（1999年）
- 宇宙海賊ミトの大冒険 2人の女王様（1999年）
- 魔法使いTai!（1999年）
- サクラ大戦TV（2000年）
- ブギーポップは笑わない Boogiepop Phantom（2000年）
- NieA_7（2000年）
- ドッとKONIちゃん（2000年）
- 星のカービィ（2001年）
- 爆転シュート ベイブレード（2001年）
- 魔法少女猫たると（2001年）
- チャンス〜トライアングルセッション〜（2001年）
- まほろまてぃっくシリーズ（2001年、2002年、2003年、2009年）
- ぴたテン（2002年）
- 炎の蜃気楼（2002年）
- 七人のナナ（2002年）
- ドラゴンドライブ（2002年）
- デュエル・マスターズ（2002年）
- DEAR BOYS（2003年）
- TEXHNOLYZE（2003年）
- ぽぽたん（2003年）
- せんせいのお時間（2004年）
- MEZZO -メゾ-（2004年）
- 妄想代理人（2004年）
- 天上天下（2004年）
- この醜くも美しい世界（2004年）
- エルフェンリート（2004年）
- これが私の御主人様（2005年）
- UG☆アルティメットガール（2005年）
- IZUMO -猛き剣の閃記-（2005年）
- REC（2006年）
- 西の善き魔女 Astraea Testament（2006年）
- 銀魂（第1期）（2006年 - 2010年）
- ぜんまいざむらい（2006年 - 2008年）
- オーバン・スターレーサーズ（2006年）
- BUS GAMER（2008年）
- 屍姫（2008年）
- RIDEBACK（2009年）
- 真マジンガー 衝撃! Z編（2009年）
- エレメントハンター（2009年）
- テガミバチ（2009年）
- ソ・ラ・ノ・ヲ・ト（2010年）
- テガミバチ REVERSE（2010年 - 2011年）
- べるぜバブ（2011年 - 2012年）
- 銀魂'（第2期）（2011年 - 2013年）
- 君と僕。（2011年）
- 君と僕。2（2012年）
- はぐれ勇者の鬼畜美学（2012年）
- BTOOOM!（2012年）
- イクシオン サーガ DT（2012年 - 2013年）
- 百花繚乱 サムライブライド（2013年）
- 世界でいちばん強くなりたい!（2013年）
- ガイストクラッシャー（2013年）
- ウィザード・バリスターズ 弁魔士セシル（2014年）
- ISUCA（2015年）
- 銀魂°（第3期）（2015年）※途中降板
- レーカン!（2015年）
- VALKYRIE DRIVE -MERMAID-（2015年）
- すべてがFになる THE PERFECT INSIDER（2015年）

### 劇場アニメ
- 母をたずねて三千里 劇場版（1980年）
- 名探偵ホームズ（1984年）
- 天空の城ラピュタ（1986年）
- ルパン三世 風魔一族の陰謀（1987年）
- 火垂るの墓（1988年）
- となりのトトロ（1988年）
- AKIRA（1988年）
- ヴイナス戦記（1989年）
- 魔女の宅急便（1989年）
- NEMO/ニモ（1989年）
- ペリーヌ物語（1990年）
- 海だ! 船出だ! にこにこぷん（1990年）
- 超音戦士ボーグマン LOVERS RAIN（1990年）
- おじさん改造講座（1990年）
- おもひでぽろぽろ（1991年）
- ちびねこトムの大冒険（1992年劇場未公開）
- 紅の豚（1992年）
- 平成狸合戦ぽんぽこ（1994年）
- ユンカース・カム・ヒア（1995年）
- はじまりの冒険者たち レジェンド・オブ・クリスタニア（1995年）
- 耳をすませば（1995年）
- On Your Mark（1995年）
- MEMORIES（1995年）
- ルパン三世 くたばれ!ノストラダムス （1995年）
- ルパン三世 DEAD OR ALIVE（1996年）
- もののけ姫（1997年）
- ヘルメス 愛は風の如く（1997年）
- ウルトラニャン 星空から舞い降りたふしぎネコ（1997年）
- るろうに剣心 -明治剣客浪漫譚- 維新志士への鎮魂歌（1997年）
- とつぜん!ネコの国 バニパルウィット（1998年）
- ウルトラニャン2 ハッピー大作戦（1998年）
- ホーホケキョ となりの山田くん（1999年）
- ウルトラマンM78劇場 Love & Peace（1999年）
- こちら葛飾区亀有公園前派出所 THE MOVIE（1999年）
- WXIII PATLABOR THE MOVIE 3（2001年）
- 千と千尋の神隠し（2001年）
- アリーテ姫（2001年）
- ギブリーズ episode2（2002年）
- 茄子 アンダルシアの夏（2003年）
- 東京ゴッドファーザーズ（2003年）
- スチームボーイ（2004年）
- ハウルの動く城（2004年）
- ゲド戦記（2006年）
- パプリカ（2006年）
- ブレイブ ストーリー（2006年）
- 新SOS大東京探検隊（2006年）
- 茄子 スーツケースの渡り鳥（2007年）
- 崖の上のポニョ（2008年）
- 劇場版 銀魂 新訳紅桜篇（2010年）
- 借りぐらしのアリエッティ（2010年）
- 青の祓魔師 ―劇場版―（2012年）
- 劇場版 銀魂 完結篇 万事屋よ永遠なれ（2013年）
- 風立ちぬ（2013年）
- SHORT PEACE「武器よさらば」（2013年）
- 若おかみは小学生!（2018年）
- ぼくらの7日間戦争（2019年）
- 君たちはどう生きるか（2023年）

### OVA
- ウルトラ・スーパー・デラックスマン（1990年）
- ひとりぼっちの宇宙戦争（1990年）
- ミノタウロスの皿（1990年）
- おれ、夕子（1991年）
- 装甲巨神Zナイト（1991年）
- おいら宇宙の探鉱夫（1994年）
- GATCHAMAN（1994年）
- 七都市物語 〜北極海戦線〜（1994年）
- 楽勝!ハイパードール（1995年）
- シャーマニックプリンセス（1996年）
- サイキックフォース（1998年）
- 銀魂 「何事も最初が肝心なので多少背伸びするくらいが丁度良い」（2005年）
- やなせたかしメルヘン劇場（2008年）
- 劇場版銀魂予告 〜白夜叉降誕〜（2008年）
- コープスパーティー Missing Footage（2012年）
- 華ヤカ哉、我ガ一族 キネトグラフ（2012年 - 2013年）
- 銀魂「布団に入ってから拭き残しに気付いて寝るに寝れない時もある」（2015年）
- 一騎当千 Extravaganza Epoch（2015年）
- 銀魂° 愛染香篇（2016年）

### Webアニメ
- FLAG（2006年）
- こいけん! 〜私たちアニメになっちゃった!〜（2012年）

## 瀬山編集室

### 現所属者
- 松原理恵
- 白石あかね

### 元所属者
- 水田経子
- 武宮むつみ
- 内田恵
- 角川桂子
- 佐々木紘美